# Hal Moore
Harold Gregory "Hal" Moore, Jr. (Bardstown, Kentucky; 13 de febrero de 1922-Auburn, Alabama; 11 de febrero de 2017) fue un teniente general retirado del Ejército de los Estados Unidos y autor. Recibió la Cruz por Servicio Distinguido, siendo el segundo militar del ejército de los Estados Unidos en recibir una condecoración tan alta por su valor, y fue el primero de su promoción en 1945 en West Point, siendo ascendido a general de brigada, general de división y teniente general.
Es más recordado por ser el teniente coronel a cargo del 1.er batallón del 7.º Regimiento de Caballería, Brigadier 3.º, del 1.er Regimiento de Caballería en la batalla del valle de Ia Drang entre el 14 y 16 de noviembre de 1965 durante la guerra de Vietnam. La batalla fue recreada durante la película We Were Soldiers (cuando éramos soldados) pero conocida como "Fuimos Héroes" en México e Hispanoamérica en 2002, que fue protagonizada por el actor Mel Gibson quien sería luego "coronel honorario" del regimiento.
En 2007, los voluntarios de Moore escribieron un libro sobre los trabajos religiosos personales titulado A General's Spiritual Journey (El viaje espiritual de un General). En 2013, el autor Mike Guardia publicó la primera biografía de la vida y carrera de Moore, A Soldier Once .... and Always (Soldado una vez y siempre).
Moore fue galardonado por Orden of Saint Maurice por the National Infantry Association así como Distinguished Graduate Award by the West Point Association of Graduates.

## Infancia y educación
Moore nació el 13 de febrero de 1922 en Bardstown, Kentucky, siendo el mayor de cuatro hijos de Harold y Mary (Crume) Moore. Su padre fue un agente de seguros que cubría el territorio oeste de Kentucky y su mamá fue ama de casa. Se interesó en obtener una matrícula en la Academia Militar de West Point, New York pero sus posibilidades eran reducidas debido a la demografía del área pero sintió que sus oportunidades eran mejores si venía de una gran ciudad. Dejó Kentucky a la edad de 17 años antes de terminar el bachillerato y se mudó a Washington D. C., en donde consiguió un trabajo en el almacén de libros del Senado de los Estados Unidos. Moore terminó el bachillerato por las noches mientras trabajaba de día y se graduó de St. Joseph Preparatory School en Bardstown con la clase de 1940. Asistió a George Washington University en las noches por dos años, trabajando como almacenista mientras esperaba la cita para West Point. Durante ese tiempo en la Universidad se inició en la Kappa Sigma Fraternity. Después que el presidente Franklin D. Roosevelt firmó la legislación autorizando que cada senador y representante adicional podrían obtener citas para las academias militares y navales, a Moore le ofrecieron una matrícula para United States Naval Academy por el representante Edward W. Creal (4.º Distrito de Kentucky), pero no deseaba ir a la Academia Naval. Le preguntó a Creal si podría encontrar a otro congresista que lo pudiera matricular en la Academia Militar haciendo cambio con la matricula para la Academia Naval si se podía hacer este arreglo. Creal aceptó y más tarde Moore encontró al Representante Eugene Cox del 2.º Distrito del Congreso, de Georgia con lo cual se obtuvo una cita en West Point. A Cox le impresionó la tenacidad de Moore y dejó la oficina de Cox con su cita a West Point, en 1942. Se graduó en 1945. Realizó estudios de postgrado en la Universidad George Washington y en Harvard.

## Servicio Militar

### West Point
Moore recibió su matrícula a la Academia Militar de West Point un poco de tiempo después que los Estados Unidos entraran en la Segunda Guerra Mundial. Se reportó en West Point para el "Reception Day" (Día de recepción) el 15 de julio de 1942 y en el verano en la formación de "Beast Barracks" (Las barracas de la bestia), antes del formal curso de la escuela académica y terminó hasta el otoño. Durante este verano en el Pine Camp, calificó como experto en el rifle M1 Garand teniendo el más alto registro de su compañía. A pesar de que no era bueno en muchas de sus clases. Fue académicamente deficiente por lo cual requirió redoblar esfuerzos para el entendimiento de la ingeniería, física y química, estudiando frecuentemente dos o tres horas después que se apagaban las luces para memorizar el material. Durante el otoño de 1942 su clase recibió la noticia que por la guerra podrían graduarse en tres años cuando lo usual eran cuatro años. Hizo su año plebe, pero apenas o como él decía "un viaje a la Academia del infierno". Esta observación causó que Moore dejara la vida de estudiante en West Point y que continuará siendo devoto estudiante y con muy pocas actividades extracurriculares. Después de 10 días de permiso, se reportó en Camp Popolopen para su entrenamiento militar de verano donde su compañía viajó en varios vehículos y dispararon con muchos tipos de armas. El verano terminó con maniobras en el Pine Camp. Durante el segundo año en la Academia, estudió materias más complicadas como cálculo, ingeniería eléctrica, termodinámica y campañas militares históricas. Los miércoles veía los últimos reportes del Staff Combat Film Report en donde eran reportadas las más recientes batallas de los frentes de la Guerra en el Pacífico y en Europa. El entrenamiento militar en verano después de su segundo año, consistió en viajar al U.S. Army, lo básico en los centros de estudios tácticos y en técnicas. Al final del año académico fue de estudio de la historia militar y sus tácticas de cómo la guerra empezaba a declinar en Europa. Antes de su graduación cada cadete seleccionó su rama de asignación dependiendo de su promedio académico en las clases y la cuota de apertura en cada rama. Moore estaba con el 50% por lo cual fue asignado a la Infantería. Cuando su nombre finalmente fue mencionado, calló su discurso, donde fuera valorizado para la Infantería. Se graduó de West Point el 5 de junio de 1945 y fue comisionado como teniente segundo en la rama de Infantería.

### Post Segunda Guerra Mundial
Moore primero fue asignado después de su graduación al curso básico de Infantería para Oficiales en Fort Benning, Georgia, el cual duró seis semanas. Durante el curso básico aplicado en la escuela de salto aerotransportado en el Fort Benning, no fue seleccionado pero fue asignado tres semanas en la escuela de salto en la 11.º Airborne División en Tokio, Japón. Su primera asignación fuera de la escuela de salto fue con la 187.º Glider infantry Regiment en Camp Crawford cerca de Sapporo, Japón de 1945 hasta 1948. Después de siete meses de escatimarle el puesto de comandante de la compañía, fue asignado a la construcción de la oficina en el Camp Crawford siendo el responsable de todo lo relacionado con la construcción en el campo. En junio de 1948 fue reasignado a 82.ª División Aerotransportada en Fort Bragg. Voluntariamente se unió al Airborne Test Section, una unidad especial para el examen de los paracaídas, siendo el primero en realizar 150 saltos con la sección por los siguientes dos años el 17 de noviembre de 1948. Sobre el curso de su carrera, fue un maestro del paracaidismo con cerca de 300 saltos.

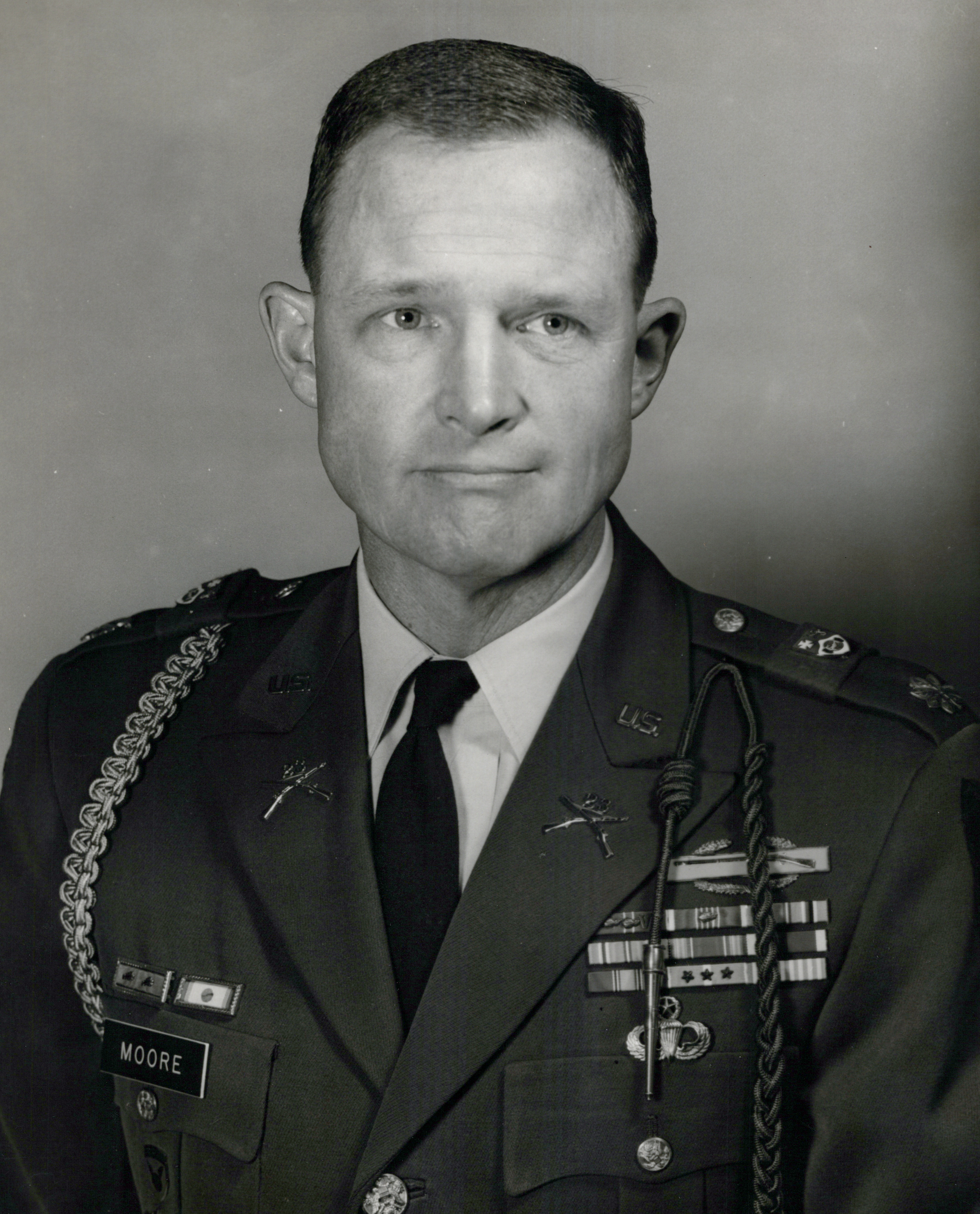
El teniente coronel Hal Moore en 1965

### Guerra de Corea
Durante la Guerra de Corea (1950-1953) en 1951, se le ordenó de Fort Benning atender a Infantry Officer's Advanced Course, donde preparaba a los comandantes de la compañía que iban a servir en el equipo de un batallón. En junio de 1952 fue asignado a la 17.º Infantry Regiment of the 7th Infantry Division. Como un capitán, comandó el pesado mortero de la compañía. Su siguiente servicio fue como Assistant Chief-of-Staff, Operations and Plans del regimiento. La promoción para mayor fue basada en una política de la 7th Division en donde el comandante general debía de iniciar su promoción como mayor y que debía de estar en la compañía en combate. El comandante de la división, asignó personalmente a Moore a una compañía de infantería y podía ser promovido a mayor y más tarde fue asistente en jefe de la división en el equipo de operaciones.

### Guerra en Vietnam

#### Batalla del Valle de Ia Drang

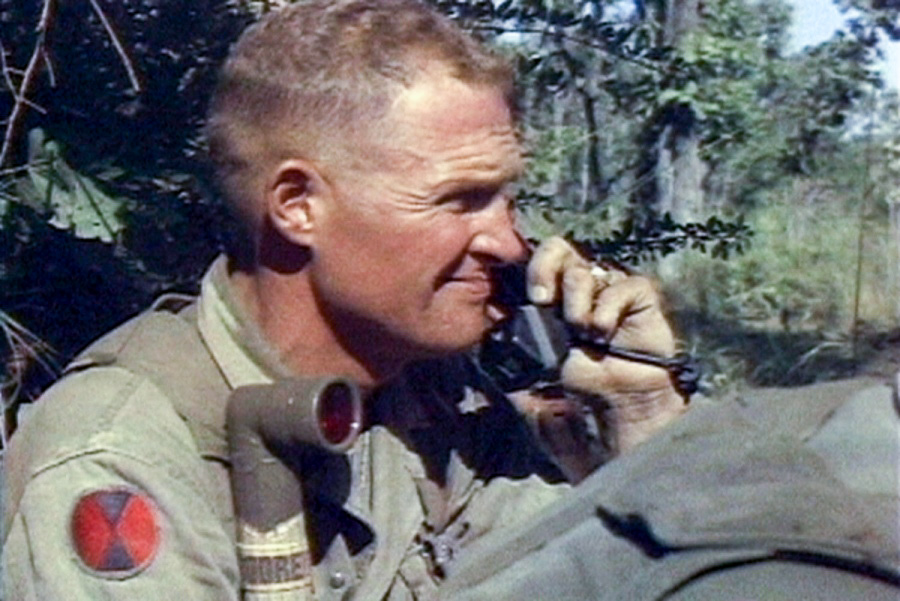
El teniente coronel Hal Moore durante la batalla del valle de Ia Drang en noviembre de 1965.

Iniciada el 14 de noviembre de 1965, el entonces teniente coronel Moore tomó su unidad, el 1.er Batallón del 7.º de Caballería del Ejército de los EE. UU., (en ese entonces en la tercera Brigada de Combate, 1.ª División de Caballería), de Vietnam del Sur y la condujo a la famosa batalla del valle de Ia Drang el 14-18 de noviembre de 1965. Rodeado de soldados enemigos, sin una zona clara de aterrizaje para helicópteros Huey que les permitieran salir, Moore logró perseverar, a pesar de la abrumadora superioridad enemiga su posición a sabiendas de que su unidad podía ser masacrada. Un dicho de Moore era «siempre hay alguna cosa más que puedes hacer para aumentar tus probabilidades de éxito», eso y el valor de su unidad hizo el resto en un asombroso resultado. Es importante destacar que gracias a la respuesta enérgica de Moore, la proporción entre las víctimas del Ejército de Vietnam Norte y las bajas de los estadounidense fue de 4 a 1 en favor de los americanos.
En su primer compromiso importante en la guerra por parte de los EE. UU., Moore considera que el resultado de la batalla fue un empate, porque al final las fuerzas estadounidenses abandonaron el área, permitiendo que los norvietnamitas reafirmaran el control. Muchos consideran que esta temprana batalla fue un microcosmos de lo que sería la guerra de Vietnam más tarde. Moore era conocido como "Pelo amarillo" por sus tropas en la batalla de Ia Drang, por su cabello rubio y como un homenaje al teniente coronel George A. Custer, comandante de la misma unidad (7.º de Caballería) en la batalla de Little Big Horn poco menos de un siglo antes (25-26 de junio de 1876).

### Vida posterior
Después de Vietnam Moore ocupó otros cargos en el ejército y ascendió hasta convertirse en teniente general y Subjefe del Estado Mayor para Asuntos de Personal en el Ejército. Finalmente en 1977 se retiró del servicio activo y, retirado, publicó en 1992 un libro que relató los acontecimientos en la batalla del valle de La Drang y en 2008 una secuela de ese libro que relata el retorno de los veteranos al lugar del campo de batalla después de la guerra.

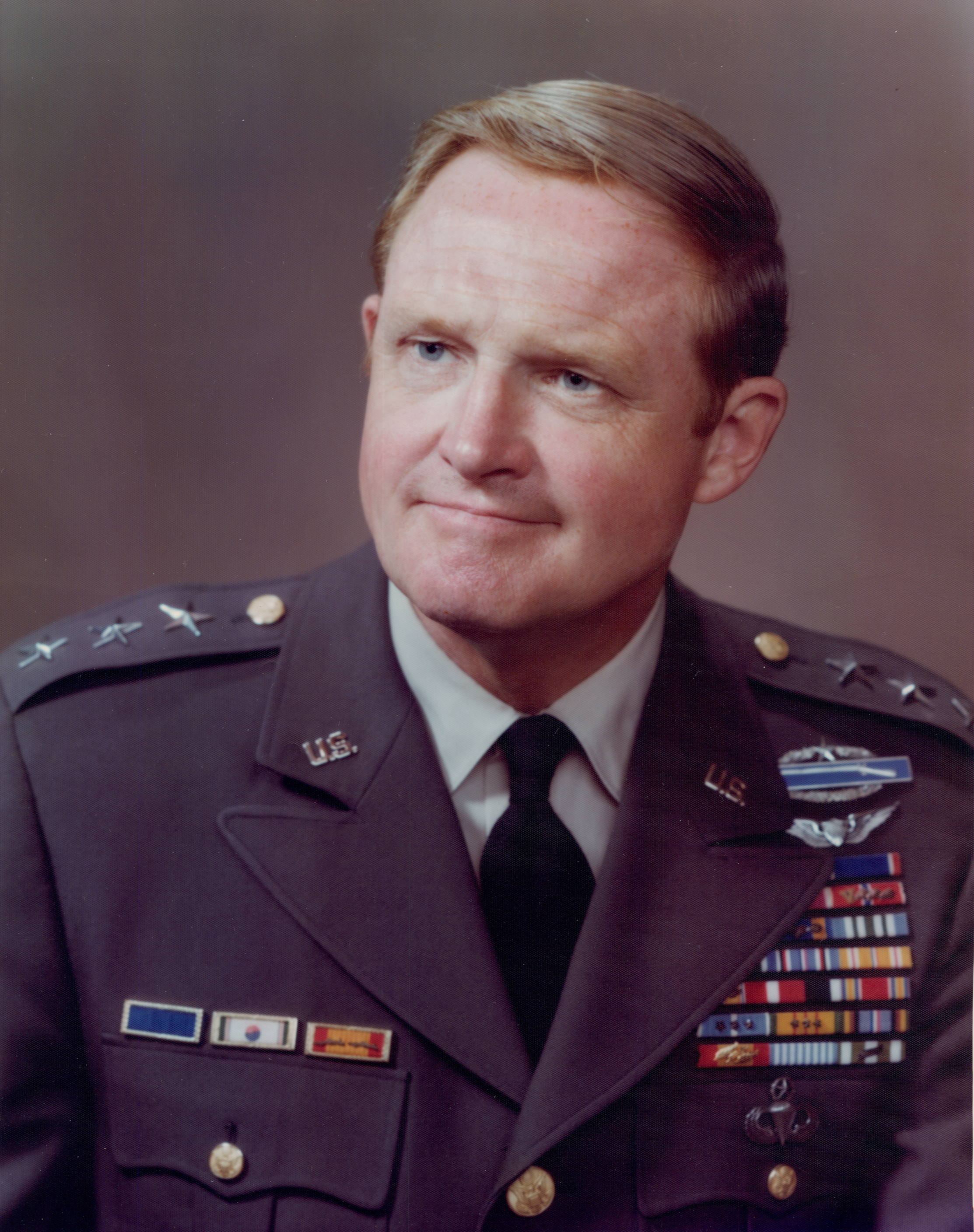
El teniente general Moore en 1975

### Fallecimiento
Moore murió de un derrame cerebral el 10 de febrero de 2017, en la fecha del cumpleaños de su esposa Julia Compton Moore y tres días antes de cumplir los 95 años. Fue enterrado en el cementerio de Fort Benning Post el 17 de febrero de 2017 con todos los honores militares y fue sepultado junto a su esposa con quien estuvo casado durante 55 años, tuvo cinco hijos y que murió en 2004.

## Apariciones en películas
Su importante aparición en la batalla del valle de La Drang de 1965 se encuentra reflejada en la película We Were Soldiers donde su papel es interpretado por Mel Gibson. Esta película está basada en el libro ya antes mencionado y publicado en 1992 We Were Soldiers Once... And Young, que relata los acontecimientos que sucedieron allí desde la perspectiva del propio Harold Moore y el corresponsal de guerra Joseph L. Galloway interpretado por el actor Barry Pepper.